# Fokker (beroep)

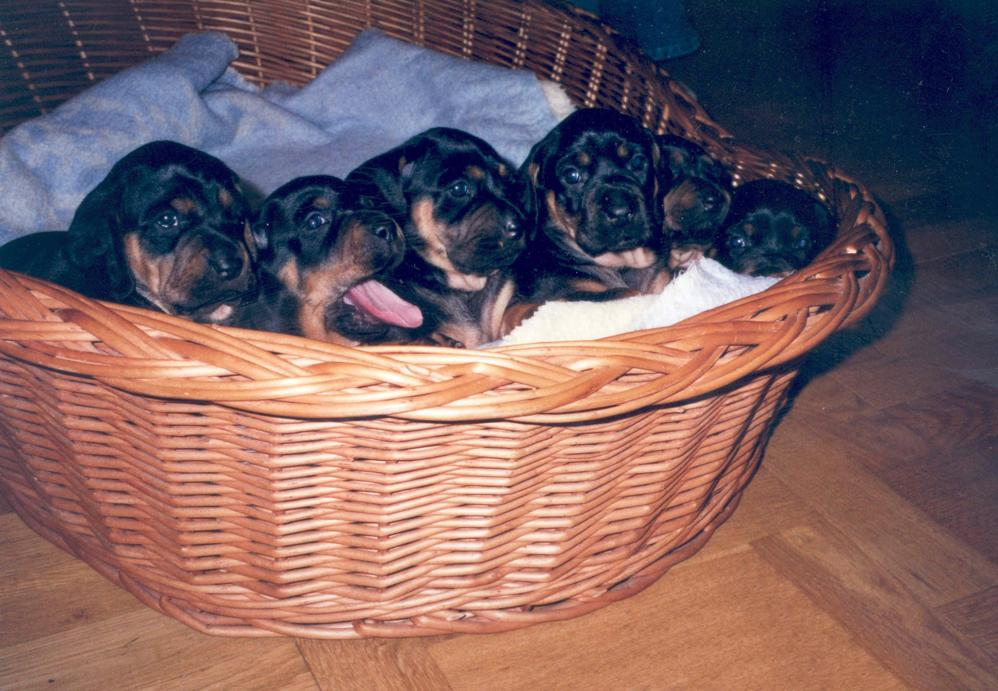
Nest jonge hondjes

Een fokker is iemand die beroepsmatig dieren laat voortplanten. Voor het beroep fokker is een zekere mate van kennis nodig over de biologie van het dier. Meestal is dit gebaseerd op ervaring die groeit met de jaren, maar ook door uitwisseling van kennis tussen fokkers onderling. Zeer veel gespecialiseerde fokkers worden lid van een vereniging waar zij contact zoeken met collega's met wie samengewerkt wordt en met wie bijvoorbeeld wedstrijden worden georganiseerd om te kijken wie de beste beoogde resultaten heeft bereikt.
Een fokker kan zich ten doel stellen in korte tijd zo veel mogelijk jonge dieren te verkrijgen. Sommige (jonge) dieren zijn namelijk vanuit verschillende gezichtspunten veel gevraagd, maar meestal vanuit geldelijk gewin. Er is bijvoorbeeld continu vraag naar dieren als bron van vlees voor menselijke consumptie. Varkens worden om die reden in een varkenshouderij gefokt en wel zo dat een zeug een zo groot mogelijk aantal biggetjes werpt per keer. Deze varkens worden ook zo gefokt dat het steeds snelgroeiende dieren oplevert die in relatief korte tijd naar een slachterij kunnen worden gebracht. Hetzelfde gebeurt in de productie van kuikens die zo zijn gefokt dat ze zeer snel opgroeien tot slachtkippen. Zelfs zo snel dat deze kippen niet meer op hun eigen poten kunnen staan. Vanuit de dierenbescherming worden hier zeker vraagtekens bij gezet. Men kan spreken van te ver doorgevoerde eigenschappen als gevolg van fokpraktijken.
Andere dieren die in groten getale, en voor specifieke eigenschappen worden gefokt zijn
- vissen die in viskwekerijen worden opgekweekt om als bron van voedsel te dienen.
- honden en katten als gezelschapsdier, omdat er vaak vraag is naar bepaalde rassen honden en katten. Mensen zijn bereid daarvoor te betalen.
- dieren met een pelshuid die voor hun huid worden gefokt, zoals de Amerikaanse nerts.
- konijnen, die werden gefokt voor het testen van schoonheidsmiddelen.
- dieren die gebruikt worden voor het uitvoeren van medisch onderzoek.

Het gebeurt echter nogal eens dat bepaalde erfelijke ziektes, door al dan niet verkeerd fokken, in het nageslacht van de dieren tot grote gezondheidsproblemen kunnen leiden. In de varkens- en kippenfokkerijen worden o.a. zeer hoge hygiënische eisen gesteld aan de omgeving en de activiteiten rond de dieren omdat door het doorfokken deze dieren weinig tot geen weerstand hebben tegen bepaalde ziektes. Bij niet gerenommeerde fokkers van hondenrassen komt het voor dat hondenliefhebbers zieke dieren kopen.
Een fokker kan door het kruisen van dieren met bepaalde eigenschappen een nageslacht verkrijgen dat aan bepaalde wensen voldoet. Hiervan is bijvoorbeeld sprake in de melkveehouderijsector, waar rundveefokkerijorganisaties zich ten doel stellen rundvee te fokken, dat bijvoorbeeld veel melk produceert van een gewenste kwaliteit. Een ander doel kan zijn rundvee te fokken dat niet veel melk maar juist veel vlees produceert.
Een fokker kan eraan werken bepaalde eigenschappen in dieren juist te benadrukken en andere weg te werken door selectief te fokken met ouderdieren die de gewenste eigenschappen bezitten. Hierdoor kan bijvoorbeeld een bepaald huisdierenras gefokt worden. Voor honden zijn er kennels die zich op de fok van rashonden concentreren. Bij katten heeft een fokker een zogenoemde cattery, deze is zelf aangesloten bij een kattenstamboekvereniging, waar wordt bijgehouden welke bloedlijnen met elkaar gekruist kunnen worden om zo een gezond en beoogd kattenras te behouden. Deze registratie van afstamming wordt een stamboek genoemd. De stamboekverenigingen van huisdieren hebben rasstandaarden opgesteld, waaraan een beoogd ras moet voldoen.